# Cryptotis thomasi
Cryptotis thomasi is een zoogdier uit de familie van de spitsmuizen (Soricidae). De wetenschappelijke naam van de soort werd voor het eerst geldig gepubliceerd door Merriam in 1897.

## Voorkomen
De soort komt voor in Colombia.